# The Plumb-pudding in danger

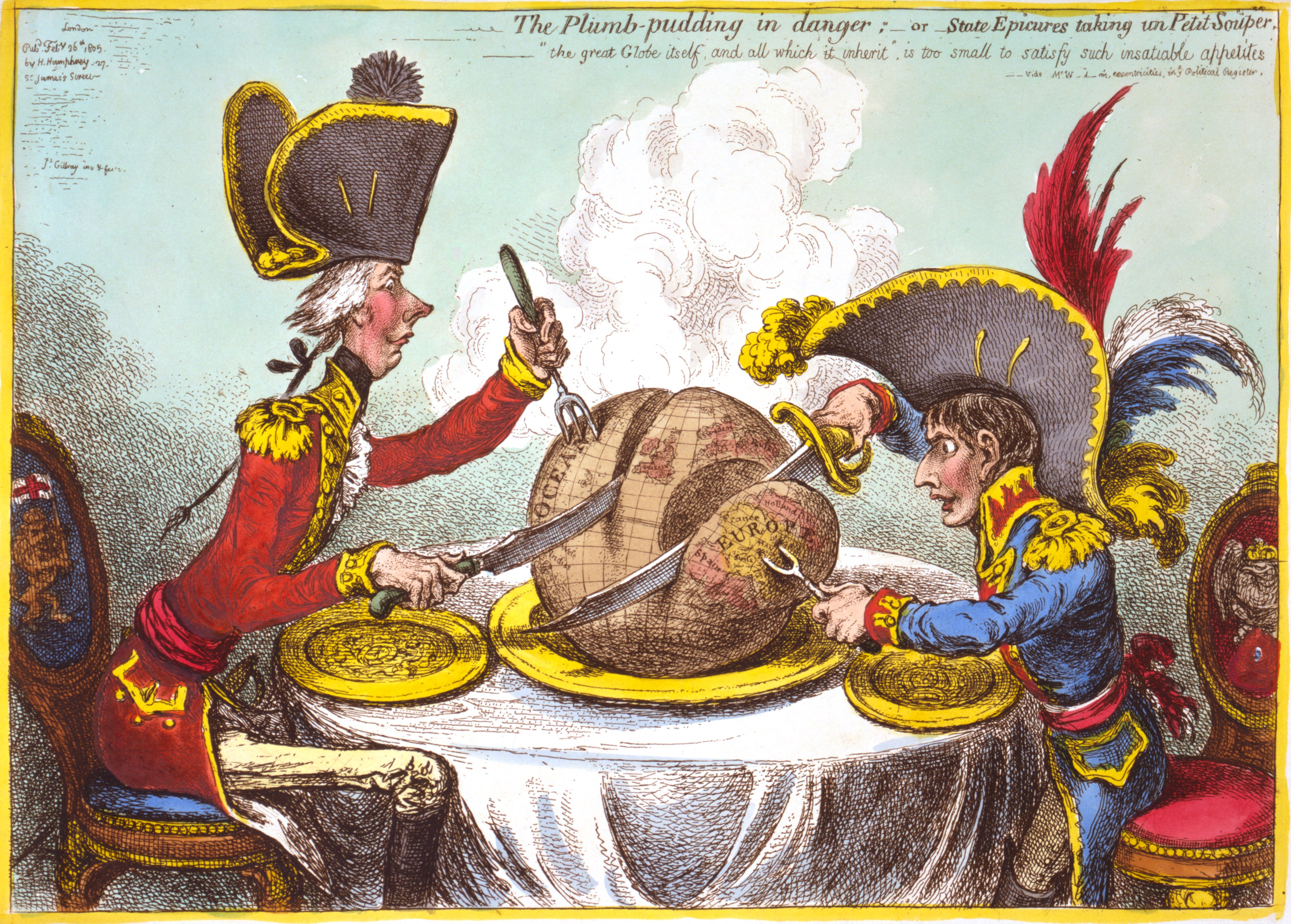
The Plumb-pudding in danger; - or - State Epicures taking un Petit Souper

The Plumb-pudding in danger, or, State Epicures taking un Petit Souper  (en inglés, El pudín de ciruela en peligro, o Epicúreos estatales tomando una pequeña cena) es una caricatura editorial de 1805 del artista inglés James Gillray. El grabado popular muestra caricaturas del primer ministro británico William Pitt el Joven y del recién coronado emperador de Francia Napoleón, ambos con uniformes militares, dividiendo un globo terrestre en esferas de influencia. Se publicó como una impresión coloreada a mano y ha sido descrita por la National Portrait Gallery como "probablemente la impresión más famosa de Gillray" y por la Biblioteca Británica como "una de las sátiras más famosas de Gillray sobre las guerras napoleónicas".

## Antecedentes
El grabado de Gillray es una sátira sobre las propuestas hechas por Napoleón en enero de 1805 para una reconciliación con Gran Bretaña durante la Guerra de la Tercera Coalición. La efímera Paz de Amiens, un tratado entre Gran Bretaña y Francia, había terminado en 1803, y Napoleón amenazaba con invadir Gran Bretaña con su Grande Armée con base en Boulogne.
Las propuestas de paz fracasaron: antes de fin de año, una flota combinada franco-española sería derrotada decisivamente por la Royal Navy en la batalla de Trafalgar, dando a Gran Bretaña un control inigualable de los mares, pero Napoleón establecería una posición dominante en Europa al derrotar primero a un ejército austríaco mediante una maniobra en la Campaña de Ulm, y luego ganar una gran victoria sobre un ejército combinado ruso-austríaco en la Batalla de Austerlitz, poniendo fin a la Tercera Coalición con la Paz de Pressburg en 1805.

## Descripción
Pitt y Napoleón están sentados en lados opuestos de una mesa de comedor, cada uno con un cuchillo de trinchar y un tenedor de trinchar para cortar trozos de un gran pudín de ciruela esférico con un mapa del mundo, con las islas británicas en el centro entre ellos. La escena está repleta de iconografía referente a la situación política contemporánea de las Guerras Napoleónicas.
Pitt, sentado a la izquierda, aparece alto y demacrado. Viste un uniforme de regimiento rojo del ejército británico, tal vez el Cuerpo de Voluntarios de Cinque Port que había criado en Kent, con el pelo empolvado en una cola y un sombrero de tres picos. Su tenedor se asemeja a un tridente de tres puntas, refiriéndose al poderío naval de Gran Bretaña, y está esculpiendo un trozo de mar al oeste de las islas británicas marcado como "océano" y "Indias Occidentales".
Napoleón, a la derecha, el "pequeño cabo", es mucho más pequeño de estatura y de complexión más robusta, con una prominente nariz aguileña. Viste el abrigo azul del Ejército Imperial Francés, y su gran sombrero bicornio de proa y popa tiene una extravagante pluma que recuerda a un gallo francés. Su gran cuchillo se asemeja a una espada militar, y su tenedor de dos puntas está incrustado sobre una región marcada como "Hannover", hogar de los monarcas británicos gobernantes de la casa de Hannover. Está cortando una porción de tierra al este de las islas británicas marcada como "Europa", pero su porción de tierra es mucho más pequeña que la porción de mar de Pitt.  
El pudín descansa sobre una gran bandeja de oro en el centro de la mesa, que está cubierta por un mantel blanco. Pitt y Napoleón tienen cada uno una placa de oro más pequeña lista para sus cortes, Pitt lleva el escudo de armas real británico y Napoleón una corona imperial. El respaldo de la silla de Pitt está decorado con la imagen de un león que lleva una cruz de San Jorge (a veces una bandera de la Unión) y Napoleón tiene un águila imperial sujetando un bonnet rouge.

La plancha de impresión mide 10,25 por 14,25 pulgadas (260 mm x 362 mm) y se imprimió típicamente en papel que medía alrededor de 10,5 por 15 pulgadas (270 mm x 380 mm). La impresión incluye en la parte superior izquierda el título "The Plumb-pudding in danger; - o - State Epicures taking un Petit Souper", la segunda mitad en francés, que significa 'gurmés estatales tomando una pequeña cena' - "Epicures" se refiere al hedonista griego filósofo Epicuro. Debajo hay una cita atribuida a William Windham en el periódico Political Register, pero en realidad tomada de La Tempestad, Acto 4, Escena 1 de Shakespeare, líneas 153-4:
"The great Globe itself and all which it inherit", is too small to satisfy such insatiable appetites.

                                                         - - Vide Mr W-d-m's eccentricities, in ye Political Register.
Una inscripción también registra que la impresión fue diseñada y realizada por James Gillray, pero no estaba numerada ni firmada.

## Recepción
La impresión fue publicada por Hannah Humphrey, de 27 St James's Street en Londres, el 26 de febrero de 1805, y originalmente se vendió por unos cinco chelines. Hay ejemplos en muchos museos y colecciones privadas. Martin Rowson la ha descrito como "probablemente la caricatura política más famosa de todos los tiempos... robada una y otra vez por los dibujantes desde entonces".